# 坔頭港

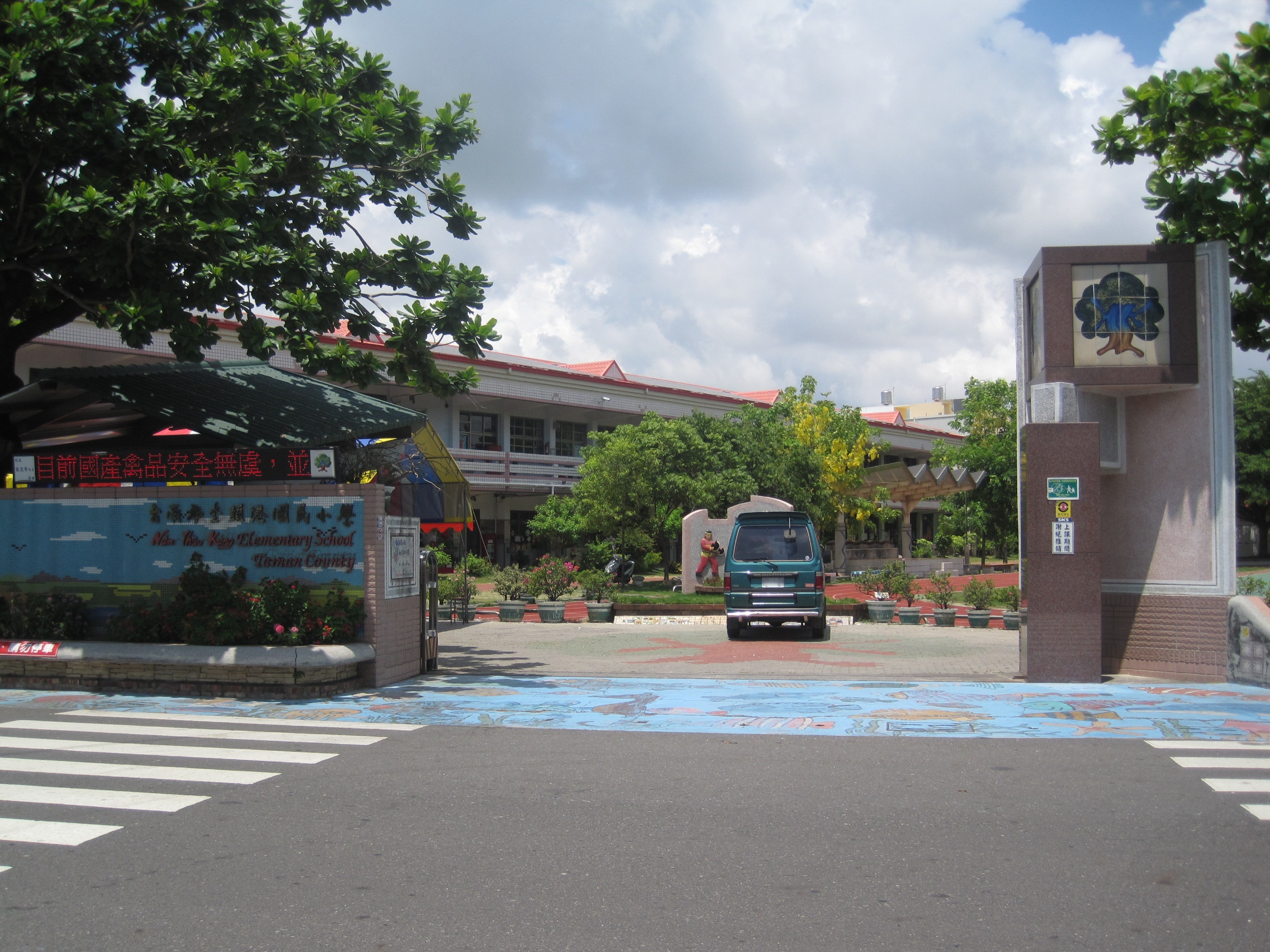
坔頭港國小

坔頭港（白話字：Làm-thâu-káng，國際音標：[lam˥˧ tʰau˧˧ kaŋ˥˧]），是臺灣臺南市鹽水區的一個傳統地域名稱，位於該區最南端。相較於今日行政區，其範圍大致包括坔頭港里、竹林里中央延伸至整個南南東邊界地帶。
「坔」字通湳，為台語字形容氾濫的沼澤、泥坑或爛泥巴之意。坔頭港位於急水溪之南，古時常有溪水氾濫故取「土上有水」命名「坔」。
本地區境內主要聚落為坔頭港、蜈蜞坑、下林仔，其中主聚落坔頭港設有國民小學。

## 歷史
台灣日治初期，圶頭港地區為一街庄（舊制街庄），稱為「圶頭港庄」，隸屬於鐵線橋堡。該庄昔日北與竹仔腳庄為鄰，東邊北至中段與秀才庄為鄰，東邊南段及南邊為大墩藔庄，西邊為學甲藔庄、天保厝庄。
1901年（日治明治三十四年）11月11日，全台廢縣廳改設二十廳，該庄隸屬於鹽水港廳。1904年（明治三十七年）4月1日，該庄編入「舊營區」，隸屬於鹽水港廳。1906年（明治三十九年）4月1日，鹽水港廳內管轄區域調整，該庄仍隸屬於「舊營區」。1909年（明治四十二年）10月25日，全台合併二十廳為十二廳，舊營區改隸屬於嘉義廳。1920年（大正九年）10月1日，全台地方制度大改正，廢十二廳改設五州二廳，該庄改制為「坔頭港」大字，隸屬於臺南州新營郡鹽水街（新制街庄）。
戰後鹽水街改制為鹽水鎮，隸屬於臺南縣，大字亦改制為里。1950年10月25日，雲、嘉、南分治，鹽水鎮仍隸屬於臺南縣。2010年12月25日，臺南縣、市合併為直轄臺南市，鹽水鎮改制為鹽水區。

## 聚落
本地區發展較早的聚落有坔頭港、蜈蜞坑、下林仔，在日治期初期的官方地圖上已有記載。

## 交通
國道1號又稱「中山高速公路」，是台灣西部兩條南縱向高速公路之一，經過本地區東部。最近的交流道在北側為縣道172號交會處的新營交流道，在南側為省道台84線（東西向快速公路－北門玉井線）交會處的下營系統交流道及縣道176號交會處的麻豆交流道，由此等進入可快速前往國道1號沿線各地。
區道南67線是歡雅至下營的道路，經過本地區蜈蜞坑東側及坔頭港聚落。
區道南70線是宅港至八老爺的道路，經過本地區西北角。

## 學校
- 坔頭港國小